# Manfred Rock
Manfred Rock (* 29. Januar 1926 in Rudolstadt; † 20. Januar 2011 in Bremen) war ein deutscher Fußballspieler, der für den Bremer SV in der Oberliga Nord spielte.

## Leben
Manfred Rock wuchs als ältestes von sieben Geschwistern in Rudolstadt auf. Er machte eine Ausbildung zum Glasapparatebläser im Röntgenwerk von Siemens in Rudolstadt. Als Siebzehnjähriger meldete er sich 1943 freiwillig zur Kriegsmarine. Er wurde in der Scheldemündung auf Sprengbooten eingesetzt und später an Land in Norwegen bei Narvik. Gegen Ende des Krieges geriet er in englische Kriegsgefangenschaft, aus der er bereits 1945 nach Bremen entlassen wurde. Bis 1947 arbeitete er bei Bauern im Bremer Blockland, anschließend bei einer pharmazeutischen Firma in Bremen als Glasbläser.
Sein Grab befindet sich auf dem Kirchlichen Friedhof Sankt Martini in Bremen-Lesum.

## Fußballkarriere
Bereits als Jugendlicher spielte er Fußball beim damaligen VfB Rudolstadt und bestritt auch Spiele für die Jugend-Auswahlmannschaft Thüringens. Ab 1947 spielte er für den TSV Lesum, zunächst in der Bezirksliga Bremen. Er trainierte u. a. unter Alexander Ziolkewitz. 1950 wechselte er zum Bremer SV in die höchste Spielklasse Oberliga Nord. In 66 Oberliga-Spielen erzielte Rock 22 Tore. Er wurde von Trainer Curt Reicherdt meistens als Linksaußen-Stürmer eingesetzt. Rock spielte in dieser Zeit auch für die Bremer Landesauswahl. Lukrative Angebote von Holstein Kiel und Werder Bremen lehnte er ab, weil er sich dem Bremer SV verbunden fühlte.

## Familie
Seit 1951 bis zu seinem Tod war Manfred Rock mit Rosemarie Rock (geb. Jäger) verheiratet. Das Paar hat drei Kinder, einen Sohn (Jahrgang 1952) und Zwillingstöchter (Jahrgang 1958). Es wohnte in Bremen-Lesum und betrieb dort ein Fischgeschäft, das bis heute existiert.
Der Fußballspieler Peter Rock (FC Carl Zeiss Jena und DDR-Nationalmannschaft) ist sein jüngerer Bruder.

## Trivia
Manfred Rock hatte eigentlich keinen Bezug zu Bremen. Vor der Entlassung aus der Gefangenschaft verlangten die Engländer die Nennung einer Heimatadresse. Da er nicht in das mittlerweile von den Russen besetzte Thüringen entlassen werden wollte, nannte er die Adresse „Bremen, An der Tiefer 2“, die er vorher auf einer Verpackung gelesen hatte.
In den ersten Jahren nach dem Krieg spielte Manfred Rock in und um Bremen in Tanzkapellen. Er spielte Geige und Trompete. Für den Berechtigungsschein zum Berufsmusiker musste er eine Prüfung ablegen, die ihm der später als James Last bekannte Hans Last abnahm.